# سيف الدين خاوي
سيف الدين خاوي (27 أبريل 1995 باريس، فرنسا) هو لاعب كرة قدم دولي تونسي يشغل مركز وسط ميدان.

## المسيرة الكروية
ولد في باريس، وتدرب في فرانكونفيل في منطقة باريس، ثم في تور، قدم خاوي بدايته الاحترافية في الجزء الثاني من موسم 2013-2014. قام بخطواته الأولى في الحمام الكبير في 14 فبراير، حيث دخل المباراة ضد إف سي إيستر في اليوم الرابع والعشرين من دوري الدرجة الثانية. لقد لعب عشر مباريات من بينها اثنان في أول موسم له كمحترف. في الموسم التالي، لعب ثلاث مباريات فقط، لكنه سجل أول هدف احترافي له في 24 مباراة من دوري الدرجة الثانية، حيث قدم هدف التعادل لفريقه ضد أرس-أفينيون بالتعادل. هدفين ككل).
خلال موسم 2015-2016 ، بدأ في اكتساب المزيد من الأهمية في نادي تور لأنه يتم ترويعها بشكل منتظم. شارك في 32 مباراة في جميع المسابقات وسجل ثلاثة أهداف في دوري الدرجة الثانية ولديه أربع تمريرات حاسمة.
في 18 يونيو 2016 ، أعلنت تورز عن انتقالها إلى أولمبيك مرسيليا، مقابل رسوم نقل تبلغ حوالي مليون يورو. في أول مباراة ودية له مع ناديه الجديد، ضد إف سي لوزان-سبورت في فالنسيا، سجل جرحا طلقة في القدم اليسرى حتى وإن كان فريقه قد انحنى أخيرًا (2-1). يلعب أول مباراة رسمية له في ألوانه الجديدة عن طريق دخول المباراة في اليوم الأول من دوري الدرجة الأولى الفرنسي في حفل استقبال تولوز إف سي قبل أن يتم لعبه في المباراة الثانية من الموسم ضد جونجامب. في 26 يوليو، تمت إعارته لنادي لموسم بدون خيار استدعاء 5. يتم هبوط فريقه إلى دوري الدرجة الثانية في دومينو في نهاية الموسم بعد الانتهاء من قبل الأخيرة (19) أمام إف سي ميتز (20 و الأخير) خلف تولوز إف سي (18 و وابل).
في فبراير 2018 ، اختار سيف الدين خاوي اللعب للفريق التونسي. كان آنذاك واحداً من اللاعبين الـ 28 الذين اختارهم نبيل معلول للمشاركة في مباريات ودية ضد إيران وكوستاريكا في إطار الاستعدادات لكأس العالم 6.

## روابط خارجية
- سيف الدين خاوي على موقع الاتحاد الدولي (مؤرشف)  (الإنجليزية)
- سيف الدين خاوي على موقع إي إس بي إن إف سي (الإنجليزية)
- سيف الدين خاوي على موقع قاعدة بيانات كرة القدم.إي يو (الإنجليزية)
- سيف الدين خاوي على موقع ليكيب (الفرنسية)
- سيف الدين خاوي على موقع ناشيونال فوتبول تيمز (الإنجليزية)
- سيف الدين خاوي على موقع Soccerbase.com (لاعب) (الإنجليزية)
- سيف الدين خاوي على موقع Soccerway.com (الإنجليزية)
- سيف الدين خاوي على موقع عالم كرة القدم.نت (الإنجليزية)
- سيف الدين خاوي على موقع كووورة
- سيف الدين خاوي على موقع AS.com (الإسبانية)